# Skælingur (bergstopp i Island)
Skælingur är en bergstopp i republiken Island. Den ligger i regionen Austurland, 400 km öster om huvudstaden Reykjavík. Toppen på Skælingur är 832 meter över havet, eller 220 meter över den omgivande terrängen. Bredden vid basen är 3,5 km.
Närmaste större samhälle är Seyðisfjörður, omkring 27 kilometer söder om Skælingur. Trakten runt Skælingur består i huvudsak av gräsmarker.